# Vidverto
«VIDVERTO» («Відверто») — українська поп-рок-група, заснована 2014 року в місті Дніпро.

## Історія
У січні 2010 Євген Назарук пише й виконує під акустичну гітару перші пісні, які стануть матеріалом майбутнього гурту. У березні 2015 року відбувається перший спільний виступ з барабанщиком Олександром Криворучко, пізніше до гурту приєднався бас-гітарист Сергій Кметь.
З червня 2015 року колектив починає виступати втрьох, іноді використовуючи як супровід кахон чи барабанну установку. У липні 2015 до гурту приєднався гітарист Віталій Анєчкін, гурт дає концерти в електричному форматі з акцентом на потужності і роковій енергетиці. Перший масштабний виступ вчотирьох відбувся 25 липня 2015 року на фестивалі «Революція».
14 вересня 2015 року було оголошено назву новоствореного колективу — VIDVERTO. У грудні 2015 виходить платівка під назвою «Мандруючи Україною». У квітні 2016 на знімальному майданчику кліпу Скільки того життя гурт знайомиться з новим ударником колективу — Антоном Приймаченко.
Весною 2016 року гурт бере участь у національному відборі на Євробачення, а також стає учасником національного телепроєкту Українська пісня.
На день незалежності 24го серпня 2016го року, група презентує кліп на пісню, присвячену мовному питанню Боротьба
В 2017му група випробує себе у талант-шоу Х-фактор.
В березні 2018 року хлопці підводять підсумки концертної діяльності і видають ЕР «Відпускай» з 6 треків.
Гурт починає співпрацю з київською продюсерською агенцією ФДР. Треки починають брати в ротацію центральні українські радіокомпанії, серед яких Хіт ФМ, ЄвропаПлюс, ДжемFM, Країна ФМ, АвтоРадіо, FM-Галичина, ПерецьFM. 
У червні 2018, у зв'язку з переїздом до Китаю, колектив залишає Антон Приймаченко і на зміну приходить новий барабанщик — Олексій Середюк. У вересні 2018 року виходить макси-сингл під назвою «Любов», який складається із трьох радіосинглів «Не дай мені піти», «Тільки мені» і «Любов».
У вересні 2018 в місті Дніпро проходитиме конкурс "Пісні про Дніпро". В рамках конкурсу VIDVERTO запропонують свою пісню під назвою Мій Дніпро. Пісня вийде в фінал конкурсу. Далі,19 березня 2019 року в Дніпропетровській ОДА відбувається презентація документального фільму DniproRegion про Дніпропетровську область, де в фіналі фільму лунатиме пісня VIDVERTO Мій Дніпро.
26 січня 2019 року на каналі М2 відбулась прем'єра кліпу на пісню Любов.
Навесні 2019 року гурт випускає сингл Навколо світу, який вийшов у двох версіях - рок та поп-рок
18 червня 2019 року світ побачив сингл Зіграй зі мною в любов
Напередодні останнього місяця літа 2019 року виходить сингл Серпнева ніч
Восени гурт залишає Сергій Кметь і новим бас-гітаристом стає Сергій Проценко
Кінець осені 2019 року ознаменувався виходом відео на пісню Мій Дніпро . Режисером виступив Євген Титаренко. До відео увійшли кадри з фільму "Dnipro Region".
В січні 2020 року гурт випускає відеороботу під назвою Мій горобчику, зйомки якого відбулися у Львові. Режисером кліпу виступив Тарас Химич.
В серпні у Львівському Національному Академічному театрі опери та балету ім. Соломії Крушельницької відбулися зйомки проєкту Українська пісня 2020, у якому VIDVERTO увійшли в п'ятірку фіналістів.
На початку вересня 2020 VIDVERTO тішать своїх шанувальників нової відеороботою, на вже відому для слухача пісню Зіграй зі мною в любов, режисер - Олександр Кулик.
З початку 21го року в колектив приходить новий бас-гітарист - Сергій Проценко. В червні колектив видає першу роботу, написану в новому складі - Поміж людей.
Як відповідь на нескінченні карантинні обмеження VIDVERTO видають трек - Ніна. В записі бере участь запрошений сесійний гітарист - Сергій Гризлов.

## Дискографія

### Альбоми
- Мандруючи Україною — 2015
- Відпускай (ЕР) — 2018

### Сингли
- Любов (макси-сингл) — 2018
- Навколо світу (вийшов у двох версіях) — 2019
- Зіграй зі мною в любов — 2019
- Серпнева ніч — 2019
- Лола — 2019
- Мій горобчику — 2020
- Номер один — 2020
- Все пригадай — 2020
- Місто вогнів - 2021
- Поміж людей 2021
- Ніна 2021

## Відеографія
- 2016 — Скільки того життя

- 2016 — Боротьба

- 2017 — Тепла ніч

- 2017 — Відпускай

- 2018 — Янголи знаю про нас

- 2018 — Вибач мамо

- 2019 — Любов

- 2019 — Мій Дніпро

- 2020 — Мій горобчику
- 2020 — Зіграй зі мною в любов

## Склад
- Євген Назарук — тексти, музика, гітара, вокал
- Сергій Проценко — бас-гітара
- Віталій Анєчкін — гітара
- Олексій Середюк — барабани

## Факти
Фіналісти проєкту Хіт-конвеєр 2018 та 2019 років на музичному телеканалі М2. 
Посіли 3те місце в конкурсі "Музичний герць" на KozakFest 2019. 
Багаторазові учасники телепроєкту Українська пісня. В 2020му році - фіналісти проєкту.
Учасники фестивалів: СХІД-РОК, KozakFest, Mainstage UA, GreenSportFest, Мото Open Fest, Lesia Grand Fest, Тарас Бульба. 
Учасники телепроєктів: Х-фактор, Мамахохотала, Народ проти. 
Музику VIDVERTO використовують у радіо і телепередачах. Пісня «Тільки мені» звучить у серіалі «Київ вдень та вночі».
Маршева хода Хрещатиком, присвячена річниці Майдану, починатиметься під пісню Боротьба
VIDVERTO займають активну громадянську і проукраїнську позицію. Відкриті для роботи з волонтерами та іншими небайдужими до долі країни людьми.